# گورنگا گرابوویتسا
گورنگا گرابوویتسا (به صربی: Gornja Grabovica) یک روستا در صربستان است که در والیفو واقع شده‌است. گورنگا گرابوویتسا ۱٬۳۶۶ نفر جمعیت دارد.